# Gran Premio de Brasil de 2008
El Gran Premio de Brasil de 2008 (oficialmente el XXXVII Grande Prêmio do Brasil) fue la última prueba de la temporada 2008 de Fórmula 1. Se llevó a cabo en el Autódromo José Carlos Pace, situado en São Paulo, entre los días 31 de octubre y 2 de noviembre de 2008.
Felipe Massa, tras salir desde la pole position, fue el ganador tras 71 vueltas que duró la carrera. Fernando Alonso, fue segundo y Kimi Räikkönen, compañero de Massa, tercero. Fue la última victoria de Massa en F1.
Además, fue la última carrera en Fórmula 1 de David Coulthard, quien lució una decoración especial en su RB4 para promocionar la campaña Wings for Life.

## Desarrollo

### Antecedentes
En la carrera final de la temporada, el piloto de McLaren, Lewis Hamilton, lideraba el Campeonato de Pilotos con 94 puntos; mientras que Felipe Massa, de Scuderia Ferrari, era segundo con 87, siete menos que Hamilton. Un máximo de diez unidades estaban disponibles para la carrera final, lo que significaba que el brasileño aún tenía posibilidades para ganar el título si Hamilton terminaba en la sexta posición o peor. De lo contrario, el británico sería campeón. En el caso de un empate, Massa ganaría el campeonato por diferencia de victorias. Detrás de Hamilton y Massa, Robert Kubica de BMW Sauber, tercero con 75 puntos, y Kimi Räikkönen, cuarto con 69. En el Campeonato de Constructores, Ferrari lideraba con 156 puntos, seguido de McLaren, con 145, con un máximo de 18 disponibles. Si Massa y Räikkönen terminaban entre los seis primeros puestos, Ferrari asegura el Campeonato de Constructores, incluso si los pilotos de McLaren terminan en las mismas posiciones. Antes de esta carrera, muchos expertos criticaron a Hamilton por no mantener la cabeza fría en el Gran Premio de Japón de 2008. El columnista de The Times Edward Gorman dijo que el británico debería ganar el campeonato, pero:

Alternativamente, Hamilton puede sufrir otro de sus ataques y hacer algo totalmente innecesario en Interlagos, tal como lo hizo en Japón hace ocho días y en Brasil el año pasado, y deshacerse de todo.

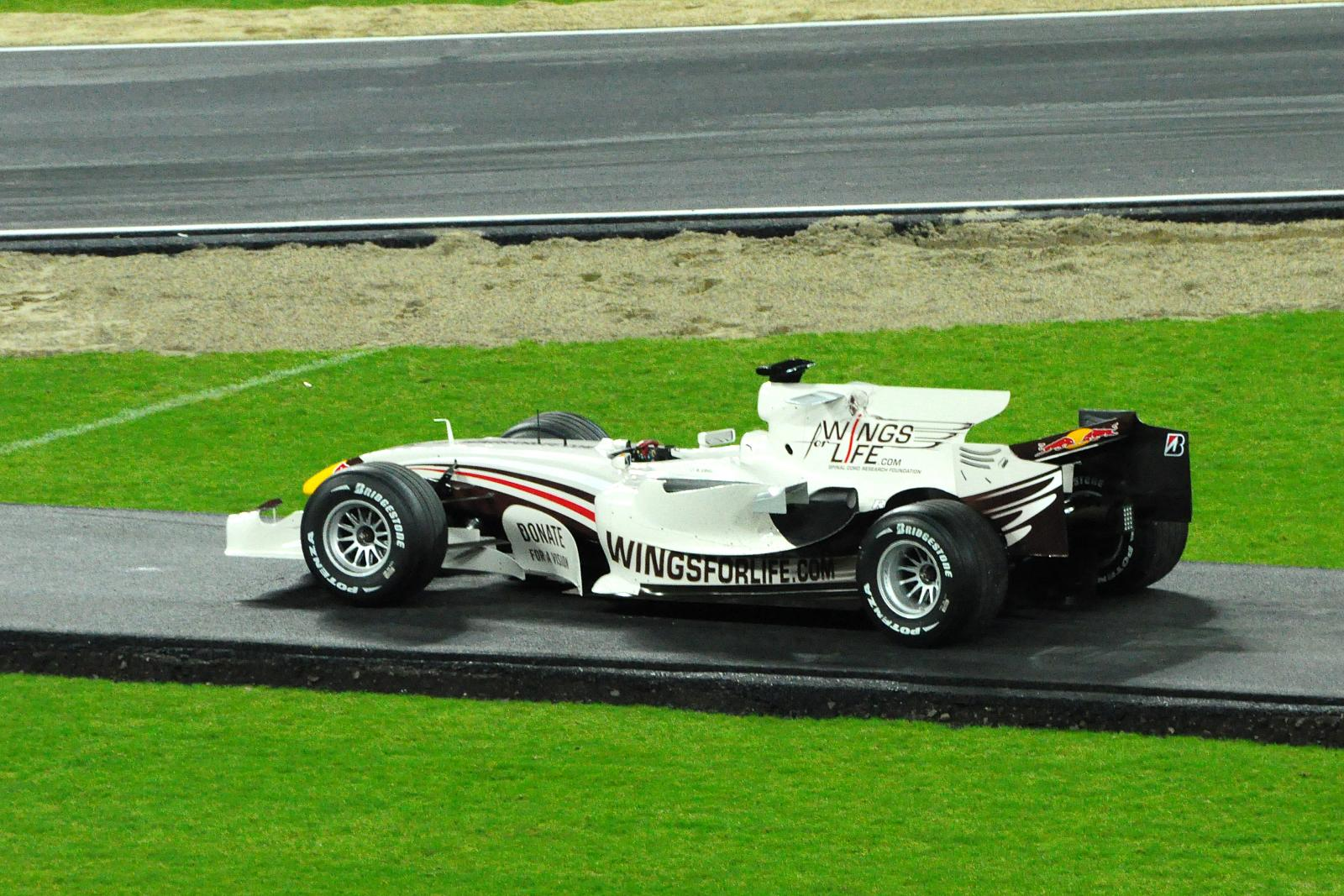
Monoplaza (fotografiado en la Carrera de Campeones de 2008) que David Coulthard usó en su última carrera.

El expropietario del equipo Jordan, Eddie Jordan, creó controversia cuando dijo que «si Massa intenta sacarlo como lo hizo en Japón para robar el título, entonces Lewis tiene que estar listo para ello», agregando «Si lo intenta, Lewis tiene que girar su rueda en Massa para asegurarse de que él tampoco termine la carrera». Tanto Hamilton como Massa rechazaron los comentarios; Massa dijo: «Jugar sucio nunca ha sido parte de mi juego. No quiero tener nada que ver con eso. Lo único que tengo en mente es ganar la carrera».
El fin de semana marcó la última carrera de David Coulthard. El Red Bull RB4 del británico estaba decorado con los colores de «Wings for Life», una organización benéfica dedicada a crear conciencia sobre las lesiones de la médula espinal. Coulthard dijo: «Estoy dedicando mi última carrera a la visión de hacer curable la paraplejia». Red Bull Racing recibió la aprobación de la Federación Internacional del Automóvil, para manejar el monoplaza en diferentes colores que su compañero Mark Webber. Esta fue también la última transmisión de Fórmula 1 emitida por ITV en el Reino Unido y Telecinco en España; los derechos correspondieron a la BBC y La Sexta, respectivamente, para 2009. Además, esta fue la última carrera para el equipo Honda antes de abandonar la categoría debido a la crisis económica mundial.

### Prácticas y clasificación

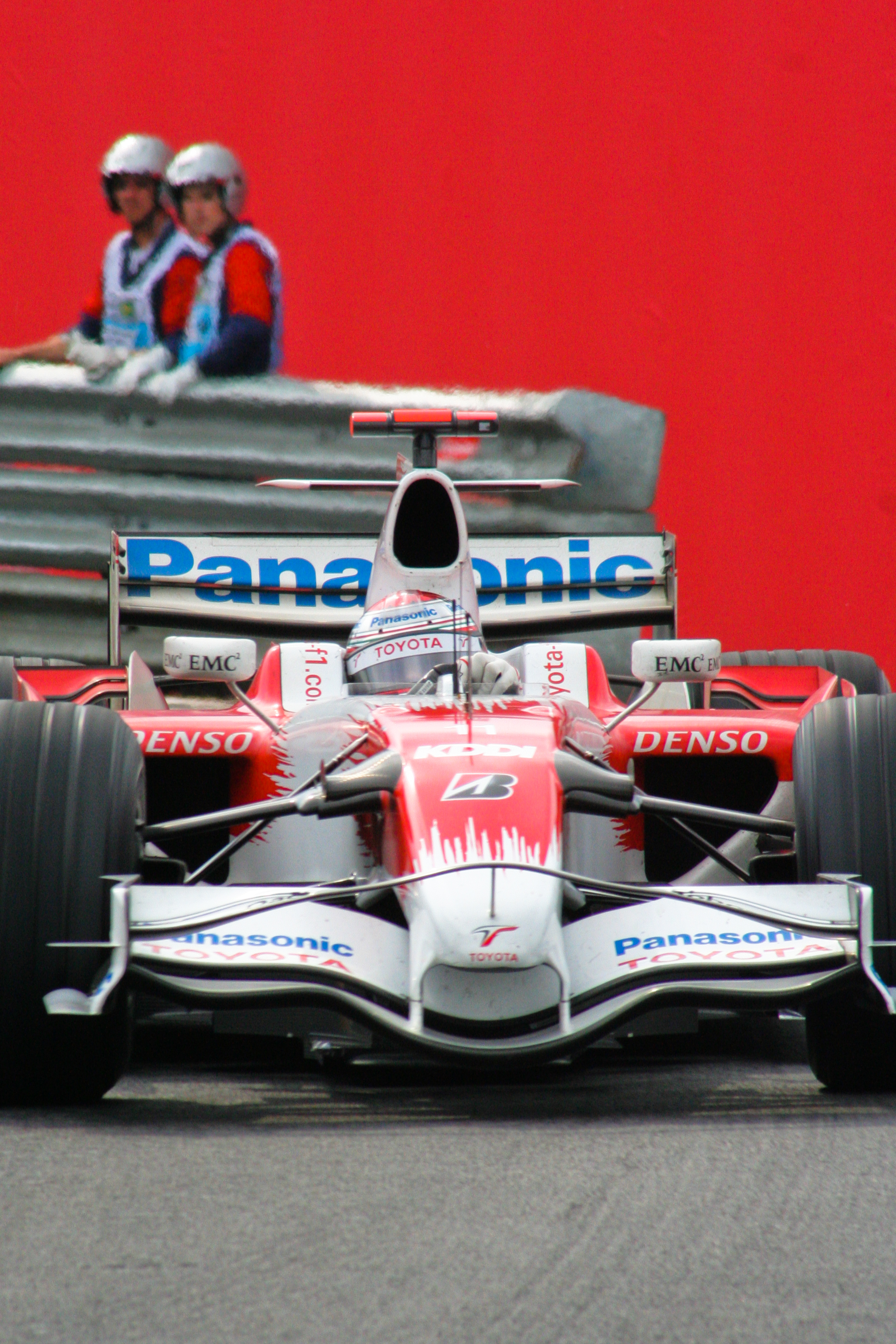
Jarno Trulli clasificó segundo para Toyota.

Tres sesiones de práctica se llevaron a cabo antes de la carrera; la primera el viernes por la mañana y la segunda por la tarde. Ambas duraron 90 minutos. La tercera sesión se llevó a cabo el sábado por la mañana y duró una hora. Las dos sesiones del viernes se vieron afectadas por condiciones de humedad ocasional, lo que hizo que la pista estuviera moderadamente resbaladiza. Massa fue más rápido con un tiempo de 1:12.305 en la primera sesión, menos de dos décimas más rápido que Hamilton. Räikkönen tercero con el mismo ritmo que el británico, seguido de Kubica, Heikki Kovalainen y Fernando Alonso. Mark Webber fue séptimo, todavía dentro de un segundo del tiempo de Massa. En la segunda sesión de práctica, Alonso fue el más rápido con un tiempo de 1:12.296, menos de seis centésimas de segundo más rápido que el segundo Massa. Jarno Trulli obtuvo el tercer lugar, por delante de Räikkönen, Webber y Sebastian Vettel. Hamilton solo logró el noveno lugar, aseguró las ruedas de su McLaren y luchó por agarrarse. Kovalainen solo fue lo suficientemente rápido para la decimoquinta posición. La sesión del sábado por la mañana se llevó a cabo en una pista mucho más cálida, que alcanzó temperaturas tan altas como 36 °C (97 °F). Alonso fue de nuevo el más rápido con un tiempo de 1:12.141, casi más rápido que los dos pilotos de McLaren. Massa, Vettel y Nick Heidfeld completaron las seis primeras posiciones. Räikkönen solo logró el duodécimo, al no mejorar sus tiempos establecidos al principio de la sesión.
La sesión clasificatoria del sábado se dividió en tres partes. La primera parte duró 20 minutos y eliminó a los pilotos que finalicen la sesión 16 o menos. La segunda 15 minutos y eliminó a los que terminaron en las posiciones 11 a 15. La parte final determinó las posiciones del primero al décimo, y decidió la pole position. Los monoplazas que compitieron en la sesión final de la clasificación no pudieron repostar antes de la carrera, y como tal llevaron más combustible que en las sesiones anteriores.
Felipe Massa consiguió su sexta pole en la temporada y la tercera consecutiva en Interlagos, con un tiempo de 1:12.368. Se unió a Trulli en la primera fila de la parrilla, en su mejor desempeño de la temporada. Kimi Räikkönen clasificó tercero, aunque estaba contento de comenzar la carrera en la línea de carreras detrás de su compañero de equipo. Hamilton se conformó con estar cuarto, medio segundo detrás de Massa, después de haber luchado contra los dos pilotos de Ferrari durante las dos primeras sesiones. El ritmo lento del británico en la última sesión en comparación con los dos primeros sugirió que llevaba más combustible que sus retadores. El compañero de Hamilton, Kovalainen, calificó quinto. Alonso, Vettel, Heidfeld, Sébastien Bourdais y Timo Glock completaron las 10 primeras posiciones. Kubica logró el puesto 13, después de haber luchado con el agarre general durante gran parte del día. David Coulthard, en su última carrera en F1, se clasificó 14.º; Rubens Barrichello, en el puesto 15, fue más rápido que su compañero de Honda, Jenson Button, en el puesto 17. Los pilotos de Williams y Force India finalizaron en la parte posterior de la cuadrícula, cubriendo las posiciones 16 a 20 con Button.

### Carrera

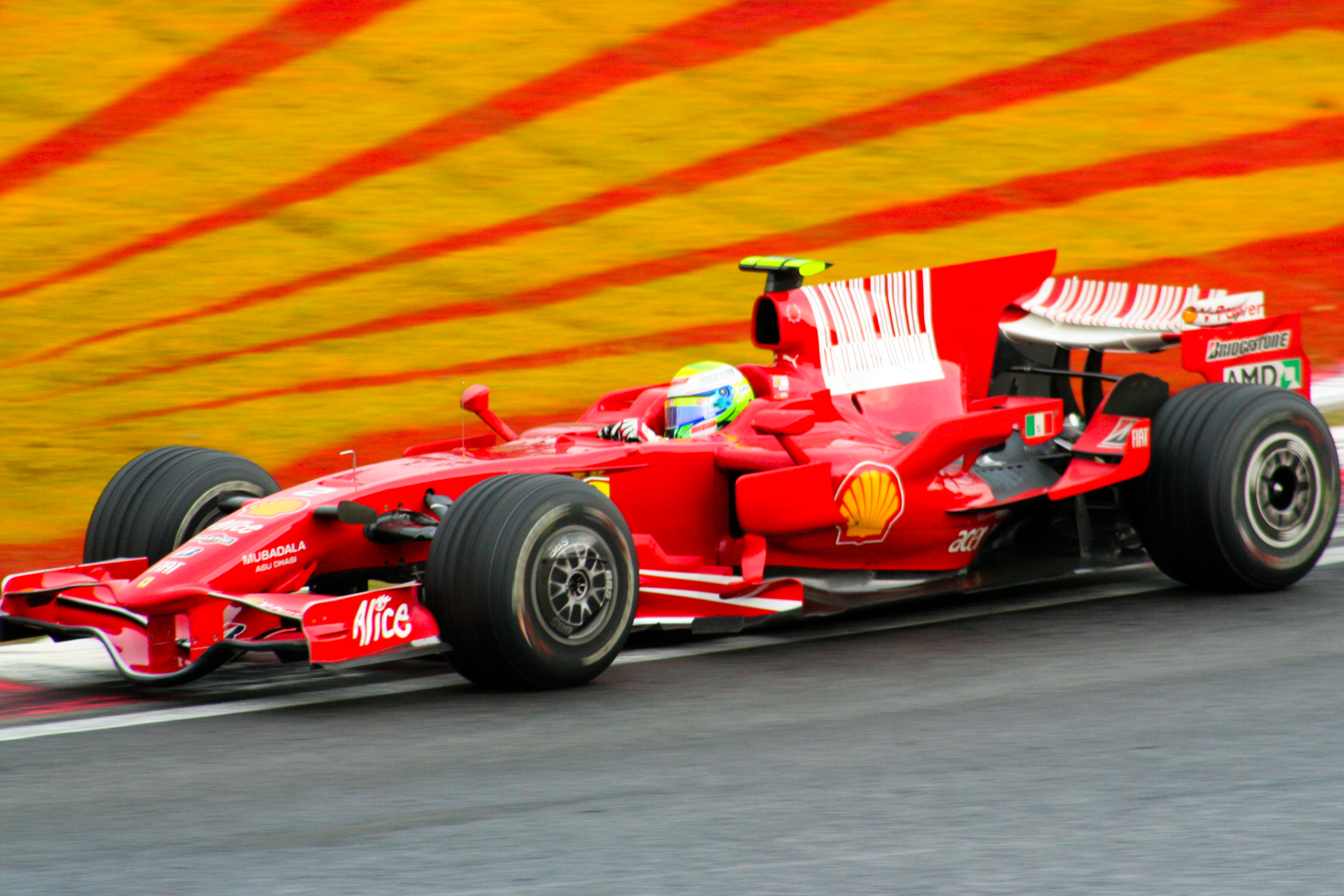
Felipe Massa fue el ganador de la carrera.

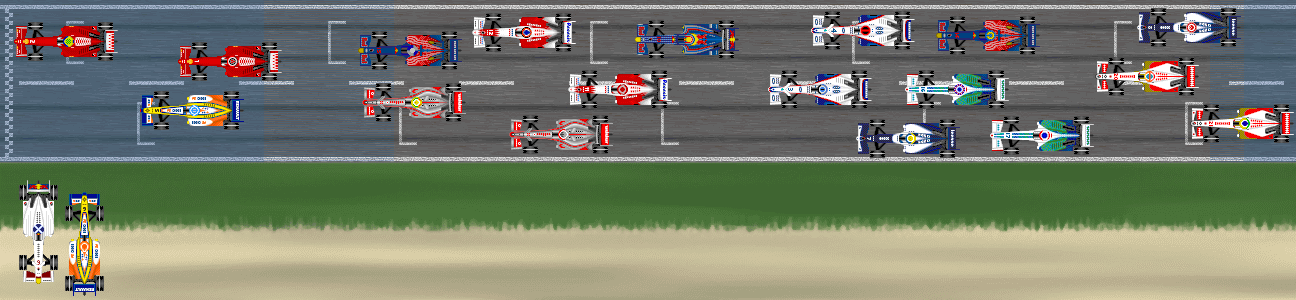
Resultados de la carrera del GP de Brasil de 2008.

Las condiciones en la parrilla eran húmedas antes de la carrera, la temperatura del aire a 28 °C (82 °F); se esperaban lluvias o tormentas eléctricas. La carrera debía comenzar a las 15:00 hora local (UTC-2), pero se retrasó diez minutos cuando la lluvia fuerte llegó a la pista a las 14:56. Todos los equipos, excepto uno, cambiaron los neumáticos de sus monoplazas, de clima seco a intermedios. El coche de Robert Kubica fue la excepción, quedando en la configuración en seco. Después de la vuelta de formación, Kubica regresó a boxes, y su equipo cambió a intermedios. Esto significaba que el piloto polaco comenzaría la carrera desde el pit-lane.
Massa mantuvo su liderazgo en la primera curva, seguido de Trulli, Räikkönen, Hamilton y Kovalainen. Coulthard fue golpeado por detrás por Nico Rosberg en la segunda curva. El monoplaza de Red Bull luego chocó con el compañero de Rosberg, Kazuki Nakajima. Esto dañó la suspensión y obligó al escocés a retirarse en su última carrera. Nelson Piquet, Jr. se giró en la siguiente curva, golpeando las contenciones. Kovalainen fue sobrepasado por Alonso y Vettel en la mitad de la vuelta, quedando en séptimo lugar. Los accidentes de Coulthard y Piquet provocaron el despliegue del coche de seguridad al final de la primera vuelta. Las condiciones de la pista comenzaron a secarse desde el principio; Giancarlo Fisichella, de Force India, fue el primer piloto en detenerse para los neumáticos para clima seco, enfrentándose al final de la segunda vuelta. Permaneció en la 18.ª posición. La carrera se reanudó en la quinta vuelta cuando el coche de seguridad entró al pit-lane. Rosberg y Button hicieron sus paradas en boxes en la séptima vuelta, ambas para agregar neumáticos para clima seco. Bourdais, Glock, Adrian Sutil y Nakajima siguieron una vuelta más tarde. En la vuelta 11, el resto del campo había cambiado a neumáticos para clima seco. Fisichella se benefició de los piquetes más tempranos para los neumáticos secos, moviendo el orden a un máximo de la quinta posición.

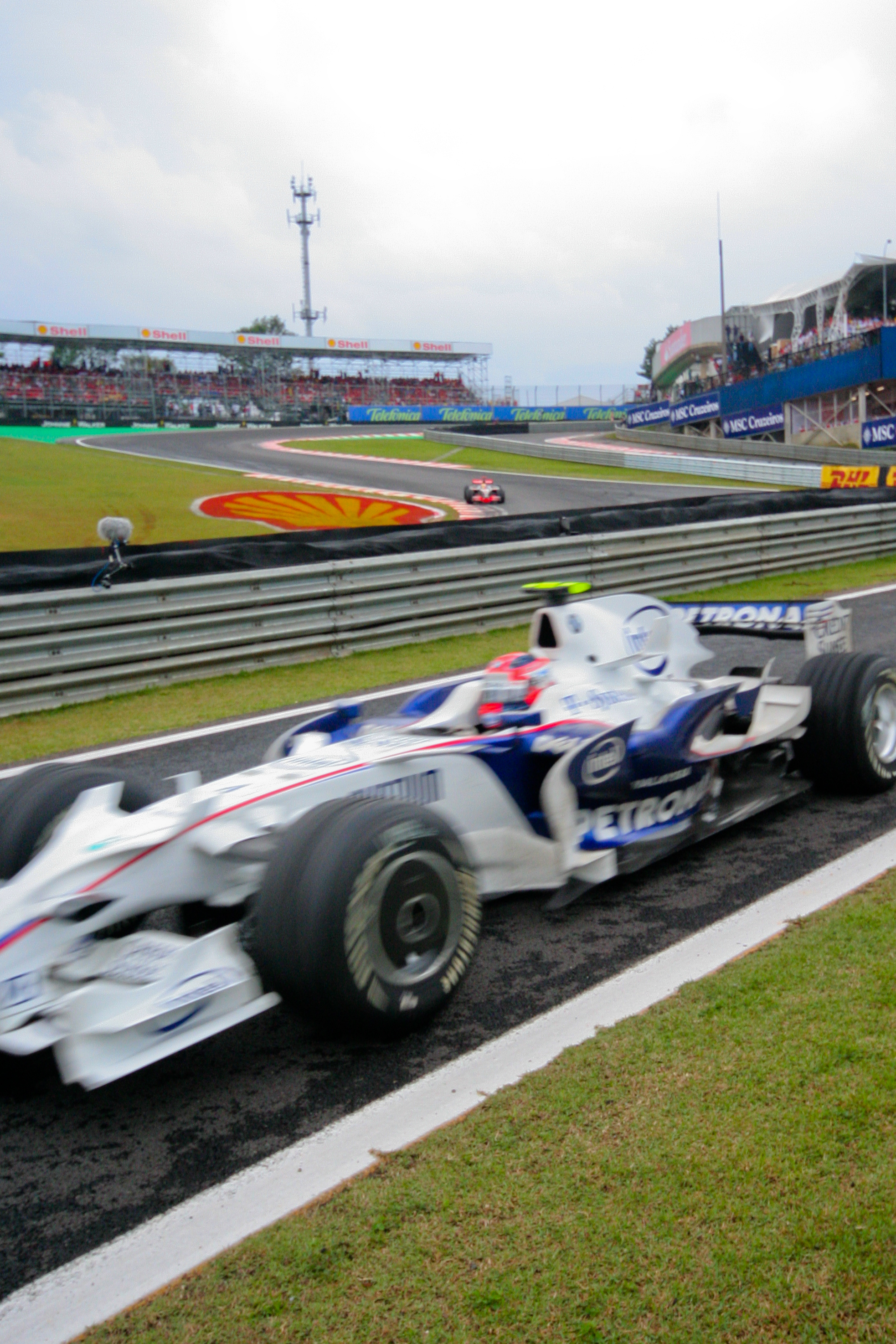
Tras finalizar undécimo en la carrera, Robert Kubica cedió su tercer puesto en el campeonato a Kimi Räikkönen.

Nakajima en la vuelta 13, perdió cinco segundos en la vuelta. En la vuelta 15, Massa estableció una nueva vuelta rápida de 1:16.888, y extendió su ventaja sobre Vettel. Hamilton permaneció detrás de Fisichella, aunque su McLaren apareció más rápido, aunque no pudo pasar al piloto italiano hasta la vuelta 18. Glock pasó Fisichella dos vueltas más tarde. Trulli y Bourdais colisionaron en la vuelta 20 en la primera curva, enviando al piloto de Toro Rosso a través del césped. Bourdais perdió seis puestos y se reincorporó en el puesto 13. El compañero de Trulli en Toyota, Timo Glock, superó a Fisichella más tarde en la misma vuelta. Massa y Vettel intercambiaron tiempos de vuelta más rápidos; El 1:14.214 del alemán en la vuelta 25 fue superado por el 1:14.161 del brasileño una vuelta más tarde. Sin embargo, Vettel hizo una parada en boxes poco después, después de haber sido más liviano que su oponente de Ferrari. Se reincorporó a la sexta posición, detrás de Glock. Kovalainen pasó a Trulli y a Fisichella en maniobras separadas, ganando la séptima posición. En la vuelta 36, Massa marcó la vuelta más rápida de la carrera con un tiempo de 1:13.736.
Timo Glock fue aprovisionado de combustible para poder completar la carrera sin parar otra vez, cuando hizo su parada en boxes en la vuelta 36. Massa fue el primero de los favoritos del campeonato en boxes, en la vuelta 38; Alonso y Hamilton hicieron paradas en boxes dos vueltas después. Cuando Kimi Räikkönen hizo su parada en boxes en la vuelta 43, Massa había recuperado el liderato, por delante de Alonso. El finlandés se unió por delante de Hamilton en el tercer lugar. La parada de Fisichella se vio empañada por problemas de transmisión, dejándolo en la 18.ª posición cuando se reanudó. Vettel hizo una parada en boxes de nuevo en la vuelta 51. Se reincorporó en el quinto lugar. En la vuelta 54, Massa había extendido su ya cómoda ventaja sobre Alonso a 9.6 segundos. Vettel se estaba acercando rápidamente a Hamilton, el piloto de McLaren que necesitaba terminar no más bajo que el quinto para ganar el campeonato.
La lluvia ligera comenzó a caer en la vuelta 63. Heidfeld hizo una parada en boxes y su tripulación de BMW Sauber cambió sus compuestos a intermedios, haciéndose eco de su estrategia en el Gran Premio de Bélgica, que le había otorgado el podio al alemán. Kovalainen hizo una parada en boxes en la vuelta 65; Alonso y Räikkönen hicieron una parada en boxes una vuelta más tarde. Hamilton y Vettel detuvieron su batalla por la cuarta posición cuando entraron en el pit-lane para cambiar a neumáticos intermedios en la vuelta 66. Glock optó por permanecer con sus neumáticos para clima seco y subió del séptimo al cuarto lugar mientras los que estaban delante de él hicieron paradas en boxes. Massa hizo su parada en la vuelta 67, lo que significa que todos los pioneros, a excepción de Glock, estaban ahora con neumáticos intermedios. La lluvia comenzó a caer fuertemente en la vuelta 69, cuando Hamilton corrió de par en par, lo que permitió a Vettel tomar la quinta posición. Cuando Massa cruzó la línea de meta para ganar la carrera, Hamilton luchó contra Vettel por el punto crucial necesario para ganar el campeonato. Sin embargo, ambos pilotos adelantaron a Glock en las curvas finales, mientras el piloto de Toyota luchaba por agarrarse con sus neumáticos de clima seco que se deslizaban en la pista mojada. La alegría prematura en el garaje de Ferrari pronto se convirtió en una decepción cuando Hamilton terminó la carrera en la quinta posición, logrando el campeonato por un punto y convirtiéndose en el ganador más joven de Fórmula 1 hasta 2010 con Vettel. El tercer puesto de Räikkönen detrás de Alonso fue suficiente para asegurar el título de constructores para Ferrari.

## Después de la carrera

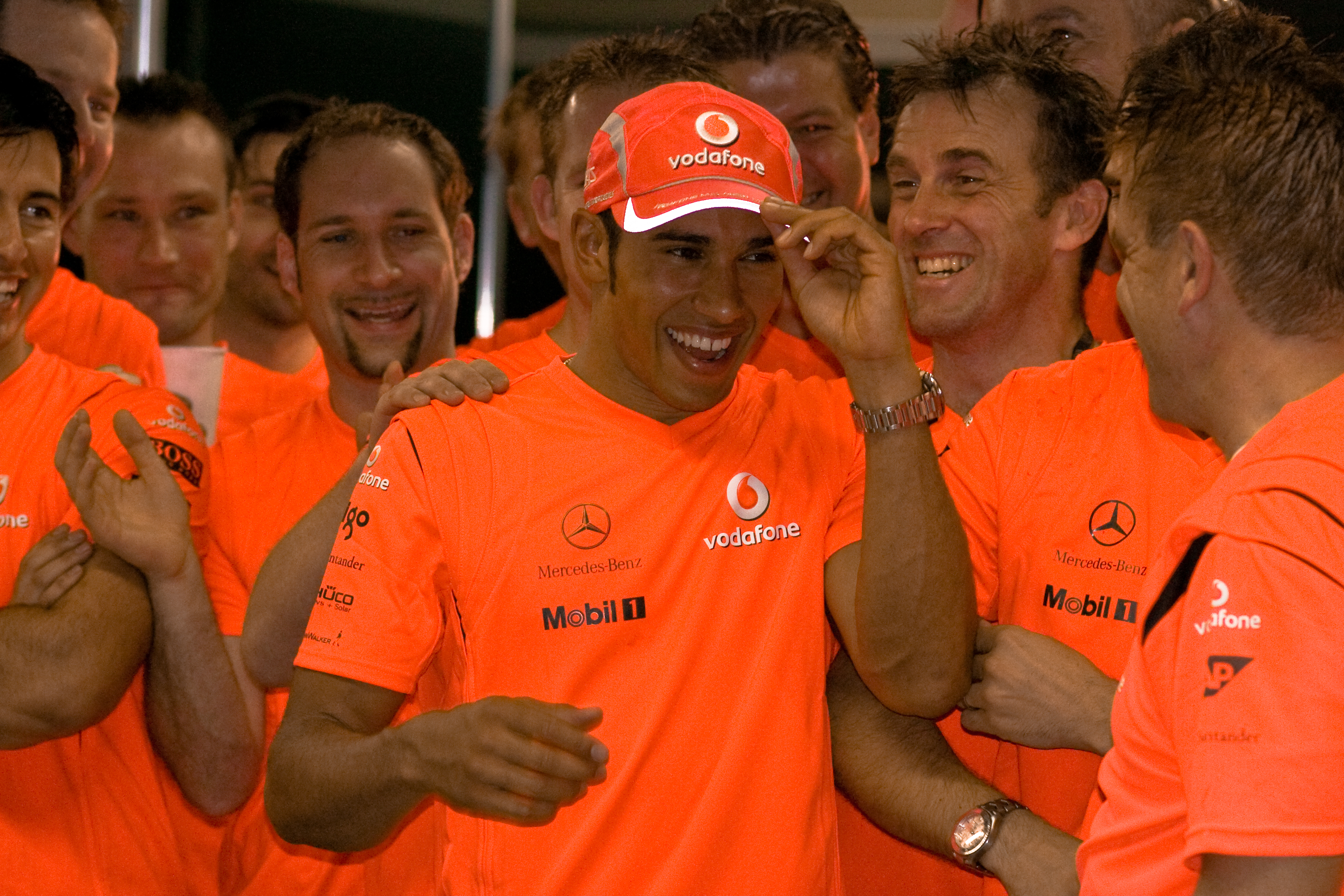
Lewis Hamilton celebrando el título con su equipo.

Los tres primeros clasificados aparecieron en el podio y en la siguiente rueda de prensa. Massa dijo que «casi había hecho todo perfectamente» y expresó su decepción de que, a pesar de ganar la carrera, no había ganado el campeonato. Sin embargo, felicitó a Hamilton por la obtención del título:

Tenemos que felicitar a Lewis porque hizo un gran campeonato y anotó más puntos que nosotros, por lo que merece ser campeón. Sé cómo perder y cómo ganar, y como dije antes, es otro día de mi vida del que aprenderé mucho.

El compañero de Massa en Ferrari, Kimi Räikkönen, expresó su decepción por el resultado en el Campeonato de Pilotos, pero reconoció el apoyo de su equipo al decir que «ganamos al menos el Campeonato de Constructores». Sin embargo, el presidente de la escudería italiana, Luca di Montezemolo, estaba tan enojado con el resultado que destruyó la televisión en la que estaba viendo la carrera. El jefe de McLaren, Ron Dennis, elogió a Hamilton y dijo: «Él sigue cumpliendo y, al final del día, solo lleva dos años en su carrera. Por lo tanto, hay un largo camino por recorrer».
Hamilton recibió felicitaciones oficiales de parte de la Reina Isabel II, luego de aplausos similares del primer ministro del Reino Unido Gordon Brown y el líder de la oposición David Cameron. Los excampeones de Fórmula 1 también felicitaron a Hamilton; El campeón de 1996, Damon Hill, dijo que el piloto de McLaren era «uno de los mejores pilotos que hemos tenido en este país». El heptacampeón Michael Schumacher elogió tanto a Hamilton como a Massa, diciendo que el desempeño del piloto de Ferrari indicaba sus habilidades ganadoras. El brasileño fue elogiado por su juego limpio después de la carrera; Joe Saward de GrandPrix.com dijo «Tomó la derrota con una gracia y un estilo que rara vez se ve en el deporte moderno».

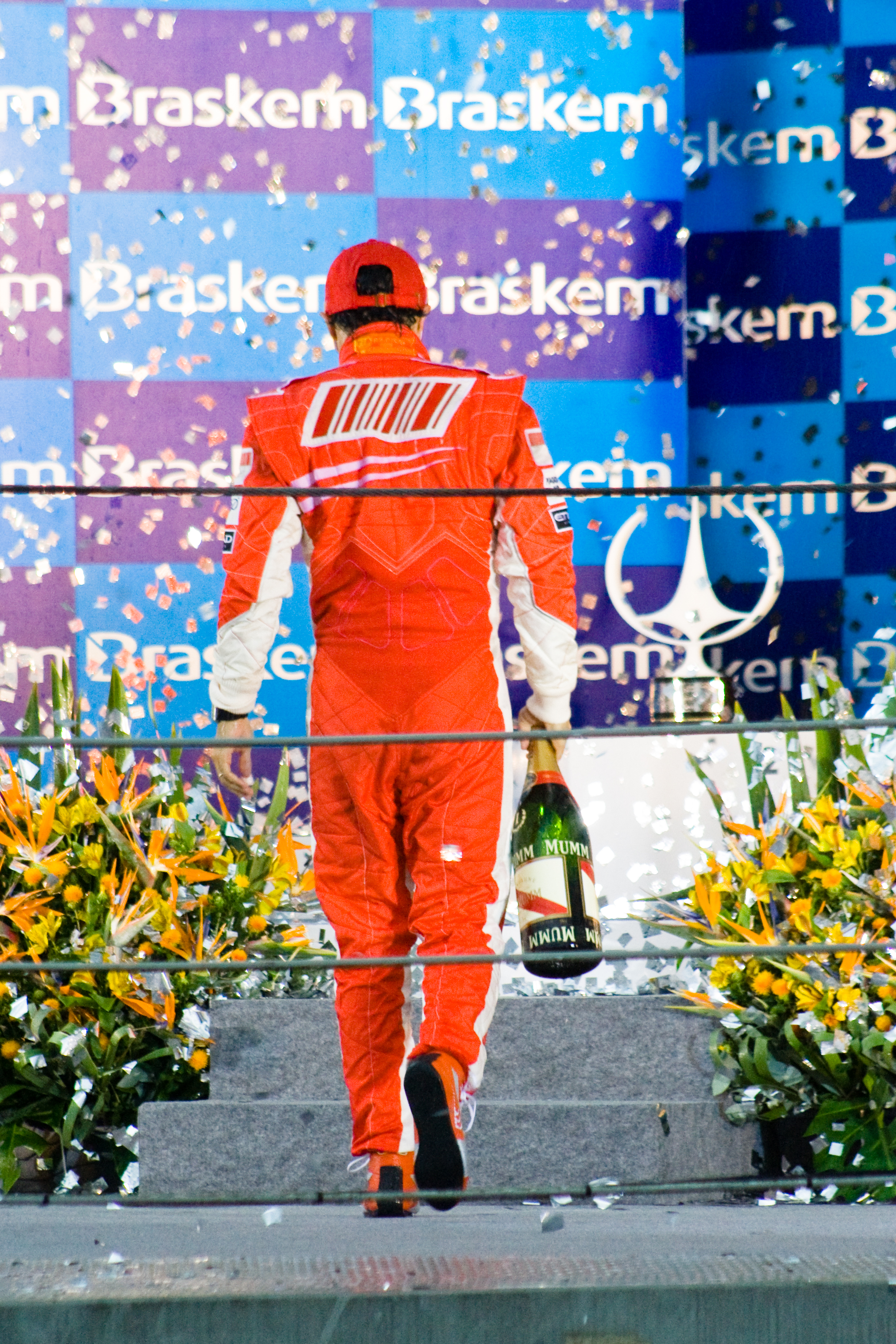
Felipe Massa en el podio después de la carrera.

Sin embargo, Eddie Jordan dijo que Hamilton «realmente no se dio la mejor oportunidad de ganar el campeonato, y fue muy afortunado». El exjefe de equipo llamó a la estrategia de McLaren «un desastre». GrandPrix.com expresó su incredulidad en el resultado: «Fue un enfrentamiento tan improbable que incluso Hollywood no habría hecho una película. Los guionistas se habrían echado a reír fuera de los estudios». El escritor de la revista Autosport, Adam Cooper, calificó la carrera como «épica». Después de considerar otros finales de título de Fórmula 1, Cooper concluyó que «nada ha igualado lo que vimos [en Brasil]».
Timo Glock se mantuvo seguro de que la decisión de permanecer con los neumáticos para clima seco, cuando otros equipos estaban enfrentando neumáticos de clima húmedo, fue correcta: «Estábamos corriendo séptimo antes de que llegara la lluvia y probablemente hubiéramos terminado allí si hubiera sido totalmente seco. En lugar de eso, terminamos en sexto, lo que demuestra que la estrategia fue la correcta». El alemán agregó que las condiciones eran muy malas, «Ni siquiera sabía que Lewis me había superado hasta después de la carrera».
La finalización de Robert Kubica en la 11.ª posición significó que perdió el tercer lugar en el campeonato ante Kimi Räikkönen. Después de la carrera, Kubica dijo: «Cometimos demasiados errores durante el fin de semana y este es el resultado». Su equipo dijo que habían recibido información incorrecta sobre las condiciones de la pista al inicio de la carrera, lo que los llevó a mantener el monoplaza del polaco con neumáticos para clima seco cuando el resto de los equipos había cambiado a intermedios.
David Coulthard expresó su decepción por su temprano abandono de su carrera final de Fórmula 1, y dijo que «estoy bastante aturdido, no es como quería terminar mi carrera». El piloto escocés dijo que había planeado realizar «donuts» para la multitud, una celebración desalentada en la máxima categoría. Coulthard dejó la Fórmula 1 después de 15 años con 246 carreras y 13 victorias. El director de su equipo, Christian Horner, dijo: «Es una gran pena que David sea eliminado de su último Gran Premio en la primera curva, pero puede recordar una larga e ilustre carrera en la que ha logrado mucho». Coulthard continuó trabajando para Red Bull Racing en 2009 como piloto de pruebas y desarrollo.

## Entrenamientos libres

### Primeros libres
Resultados
| Pos. | N.º | Piloto            | Equipo/Motor     | Mejor tiempo | Diferencia | Vueltas |
| ---- | --- | ----------------- | ---------------- | ------------ | ---------- | ------- |
| 1    | 2   | Felipe Massa      | Ferrari          | 1:12.305     | —          | 24      |
| 2    | 22  | Lewis Hamilton    | McLaren-Mercedes | 1:12.495     | +0.190     | 23      |
| 3    | 1   | Kimi Räikkönen    | Ferrari          | 1:12.507     | +0.202     | 18      |
| 4    | 4   | Robert Kubica     | BMW Sauber       | 1:12.874     | +0.569     | 24      |
| 5    | 23  | Heikki Kovalainen | McLaren-Mercedes | 1:12.925     | +0.620     | 20      |

Fuente: F1.com

### Segundos libres
Resultados
| Pos. | N.º | Piloto          | Equipo/Motor     | Mejor tiempo | Diferencia | Vueltas |
| ---- | --- | --------------- | ---------------- | ------------ | ---------- | ------- |
| 1    | 5   | Fernando Alonso | Renault          | 1:12.296     | —          | 43      |
| 2    | 2   | Felipe Massa    | Ferrari          | 1:12.353     | +0.057     | 41      |
| 3    | 11  | Jarno Trulli    | Toyota           | 1:12.435     | +0.139     | 44      |
| 4    | 1   | Kimi Räikkönen  | Ferrari          | 1:12.600     | +0.304     | 32      |
| 5    | 10  | Mark Webber     | Red Bull-Renault | 1:12.650     | +0.354     | 45      |

Fuente: F1.com

### Terceros libres
Resultados
| Pos. | N.º | Piloto            | Equipo/Motor       | Mejor tiempo | Diferencia | Vueltas |
| ---- | --- | ----------------- | ------------------ | ------------ | ---------- | ------- |
| 1    | 5   | Fernando Alonso   | Renault            | 1:12.141     | —          | 19      |
| 2    | 22  | Lewis Hamilton    | McLaren-Mercedes   | 1:12.212     | +0.071     | 18      |
| 3    | 23  | Heikki Kovalainen | McLaren-Mercedes   | 1:12.225     | +0.084     | 18      |
| 4    | 2   | Felipe Massa      | Ferrari            | 1:12.312     | +0.171     | 17      |
| 5    | 15  | Sebastian Vettel  | Toro Rosso-Ferrari | 1:12.389     | +0.248     | 19      |

Fuente: F1.com

## Clasificación

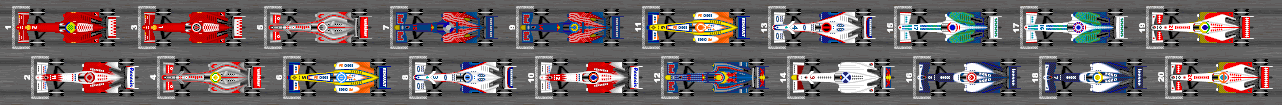
Clasificación final para la carrera.

Resultados
| Pos. | N.º | Piloto               | Equipo/Motor        | Parte 1  | Parte 2  | Parte 3  | Parrilla |
| ---- | --- | -------------------- | ------------------- | -------- | -------- | -------- | -------- |
| 1    | 2   | Felipe Massa         | Ferrari             | 1:11.830 | 1:11.875 | 1:12.368 | 1        |
| 2    | 11  | Jarno Trulli         | Toyota              | 1:12.226 | 1:12.107 | 1:12.737 | 2        |
| 3    | 1   | Kimi Räikkönen       | Ferrari             | 1:12.083 | 1:11.950 | 1:12.825 | 3        |
| 4    | 22  | Lewis Hamilton       | McLaren-Mercedes    | 1:12.213 | 1:11.856 | 1:12.830 | 4        |
| 5    | 23  | Heikki Kovalainen    | McLaren-Mercedes    | 1:12.366 | 1:11.768 | 1:12.917 | 5        |
| 6    | 5   | Fernando Alonso      | Renault             | 1:12.214 | 1:12.090 | 1:12.967 | 6        |
| 7    | 15  | Sebastian Vettel     | Toro Rosso-Ferrari  | 1:12.390 | 1:11.845 | 1:13.082 | 7        |
| 8    | 3   | Nick Heidfeld        | BMW Sauber          | 1:12.371 | 1:12.026 | 1:13.297 | 8        |
| 9    | 14  | Sébastien Bourdais   | Toro Rosso-Ferrari  | 1:12.498 | 1:12.075 | 1:14.105 | 9        |
| 10   | 12  | Timo Glock           | Toyota              | 1:12.223 | 1:11.909 | 1:14.230 | 10       |
| 11   | 6   | Nelson Piquet, Jr.   | Renault             | 1:12.348 | 1:12.137 |          | 11       |
| 12   | 10  | Mark Webber          | Red Bull-Renault    | 1:12.409 | 1:12.289 |          | 12       |
| 13   | 4   | Robert Kubica        | BMW Sauber          | 1:12.381 | 1:12.300 |          | 13       |
| 14   | 9   | David Coulthard      | Red Bull-Renault    | 1:12.690 | 1:12.717 |          | 14       |
| 15   | 17  | Rubens Barrichello   | Honda               | 1:12.548 | 1:13.139 |          | 15       |
| 16   | 8   | Kazuki Nakajima      | Williams-Toyota     | 1:12.800 |          |          | 16       |
| 17   | 16  | Jenson Button        | Honda               | 1:12.810 |          |          | 17       |
| 18   | 7   | Nico Rosberg         | Williams-Toyota     | 1:13.002 |          |          | 18       |
| 19   | 21  | Giancarlo Fisichella | Force India-Ferrari | 1:13.426 |          |          | 19       |
| 20   | 20  | Adrian Sutil         | Force India-Ferrari | 1:13.508 |          |          | 20       |

Fuente: F1.com

## Carrera
Resultados
| Pos. | N.º | Piloto               | Equipo/Motor        | Vueltas | Tiempo/Retirado | Parrilla | Puntos |
| ---- | --- | -------------------- | ------------------- | ------- | --------------- | -------- | ------ |
| 1    | 2   | Felipe Massa         | Ferrari             | 71      | 1:34:11.435     | 1        | 10     |
| 2    | 5   | Fernando Alonso      | Renault             | 71      | +13.298         | 6        | 8      |
| 3    | 1   | Kimi Räikkönen       | Ferrari             | 71      | +16.235         | 3        | 6      |
| 4    | 15  | Sebastian Vettel     | Toro Rosso-Ferrari  | 71      | +38.011         | 7        | 5      |
| 5    | 22  | Lewis Hamilton       | McLaren-Mercedes    | 71      | +38.907         | 4        | 4      |
| 6    | 12  | Timo Glock           | Toyota              | 71      | +44.368         | 10       | 3      |
| 7    | 23  | Heikki Kovalainen    | McLaren-Mercedes    | 71      | +55.074         | 5        | 2      |
| 8    | 11  | Jarno Trulli         | Toyota              | 71      | +1:08.433       | 2        | 1      |
| 9    | 10  | Mark Webber          | Red Bull-Renault    | 71      | +1:19.666       | 12       |        |
| 10   | 3   | Nick Heidfeld        | BMW Sauber          | 70      | +1 vuelta       | 8        |        |
| 11   | 4   | Robert Kubica        | BMW Sauber          | 70      | +1 vuelta       | 13       |        |
| 12   | 7   | Nico Rosberg         | Williams-Toyota     | 70      | +1 vuelta       | 18       |        |
| 13   | 16  | Jenson Button        | Honda               | 70      | +1 vuelta       | 17       |        |
| 14   | 14  | Sébastien Bourdais   | Toro Rosso-Ferrari  | 70      | +1 vuelta       | 9        |        |
| 15   | 17  | Rubens Barrichello   | Honda               | 70      | +1 vuelta       | 15       |        |
| 16   | 20  | Adrian Sutil         | Force India-Ferrari | 69      | +2 vueltas      | 20       |        |
| 17   | 8   | Kazuki Nakajima      | Williams-Toyota     | 69      | +2 vueltas      | 16       |        |
| 18   | 21  | Giancarlo Fisichella | Force India-Ferrari | 69      | +2 vueltas      | 19       |        |
| Ret  | 6   | Nelson Piquet, Jr.   | Renault             | 0       | Accidente       | 11       |        |
| Ret  | 9   | David Coulthard      | Red Bull-Renault    | 0       | Accidente       | 14       |        |

Fuente: F1.com

## Clasificación tras la carrera
| Pos. | Piloto          | Puntos | Cambios       |
| ---- | --------------- | ------ | ------------- |
| 1    | Lewis Hamilton  | 98     | Sin cambios   |
| 2    | Felipe Massa    | 97     | Sin cambios   |
| 3    | Kimi Räikkönen  | 75     | Crecimiento   |
| 4    | Robert Kubica   | 75     | Decrecimiento |
| 5    | Fernando Alonso | 61     | Crecimiento   |

| Pos. | Constructor      | Puntos | Cambios     |
| ---- | ---------------- | ------ | ----------- |
| 1    | Ferrari          | 172    | Sin cambios |
| 2    | McLaren-Mercedes | 151    | Sin cambios |
| 3    | BMW Sauber       | 135    | Sin cambios |
| 4    | Renault          | 80     | Sin cambios |
| 5    | Toyota           | 56     | Sin cambios |